# Ministerium für Wirtschaft und Finanzen (Frankreich)

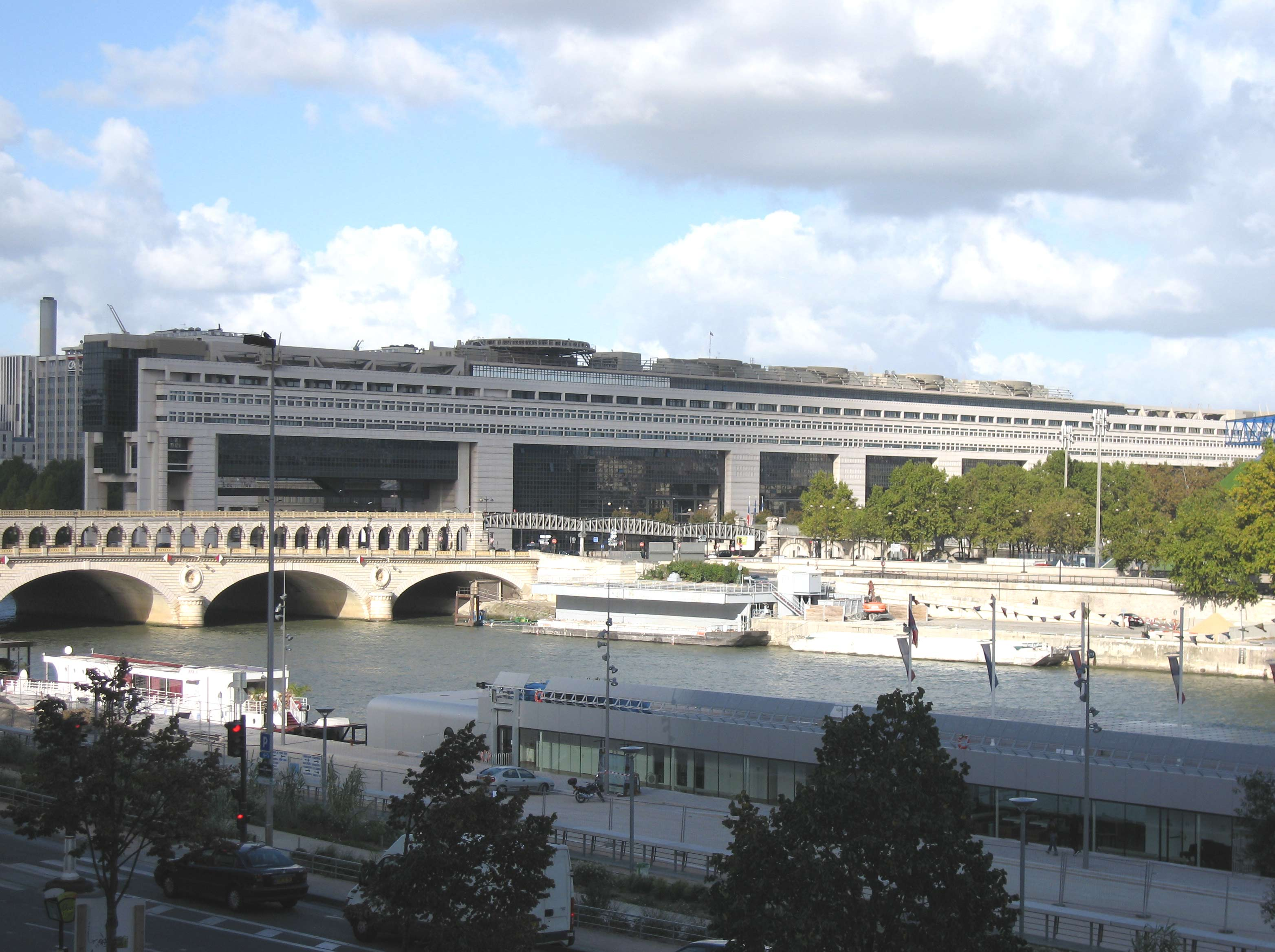
Das Gebäude des Finanz- und des Haushaltsministeriums

Das Ministerium für Wirtschaft, Finanzen und die industrielle und digitale Souveränität (französisch Ministère de l’Économie, des Finances et de la Souveraineté industrielle et numérique) ist eines der wichtigsten Schlüsselministerien der Fünften Französischen Republik. Es geht zurück auf das Jahr 1561 und die Position des Surintendant des Finances. Metonymisch wird es nach dem Pariser Viertel Bercy genannt.
Bis Juni 2012 hieß das Ministerium Ministère de l’Économie, des Finances et de l’Industrie (deutsch Ministerium für Wirtschaft, Finanzen und Industrie), bis Mai 2022 hieß es Ministère de l’Économie, des Finances et de la Relance (Ministerium für Wirtschaft, Finanzen und Aufschwung).

## Das Gebäude
Das Ministerium war traditionell im Nordwestflügel des Louvre angesiedelt. Im Zuge der Umwandlung des Louvre zum reinen Museumsareal unter François Mitterrand befindet es sich seit 1988 in einem spektakulären Neubau des Architekten Paul Chemetov im Quartier Bercy (zwischen Seine und Gare de Lyon). In den Zeiten, in denen das Ministerium aufgespalten war, hatten in der Regel alle Ministerien ihren Sitz in dem Gebäude; entsprechend hat sich im französischen Sprachgebrauch der Begriff Bercy metonymisch für die Regierungszuständigkeit in der Wirtschafts- und Finanzpolitik eingebürgert, ohne im Detail nach den Ministerien zu unterscheiden.

## Funktion und Entwicklung
Die besondere Bedeutung ergibt sich aus drei Faktoren: Die Tradition des Zentralismus kennt keine Finanzhoheit der Départements oder Regionen; viele bedeutende Unternehmen waren oder sind verstaatlicht (Banken, Energieversorgung u. a.); der Premierminister ist nicht der Herr über Außen- und Sicherheitspolitik (sondern der Staatspräsident) und daher nicht mächtiger als der Finanzminister.
Der Begriff „Wirtschaft“ in der Bezeichnung des Ministeriums ist traditionell makroökonomisch zu verstehen. Die Zuständigkeit für die Wirtschaftspolitik für einzelne Sektoren lag in den meisten Regierungen der Fünften Französischen Republik in anderen Ressorts: Meistens gab es ein Industrieministerium, häufig auch ein eigenständiges Ministerium für Handel und Handwerk. In den Kabinetten Barre III und Bérégovoy wurde auch die Zuständigkeit für die Haushaltspolitik auf ein eigenständiges Ministerium übertragen. In seinen ersten beiden Regierungen führte Raymond Barre das Ministerium selbst.
Erstmals wurde in der Regierung Cresson ein Ministerium gebildet, das die komplette Zuständigkeit für die Finanz-, Haushalts- und Wirtschaftspolitik umfasste (Ministère de l’Économie, des Finances et du Budget unter Pierre Bérégovoy); in den Folgeregierungen wurde die Zuständigkeit wieder aufgeteilt. In der Regierung Balladur verlor das Ministerium erstmals in der Geschichte der Republik die Bezeichnung „Finanzen“ und wurde zum Ministère de l’Économie (Ministerium für Wirtschaft). In den Folgeregierungen bestand wieder die Bezeichnung „Wirtschaft und Finanzen“. Ab der Regierung Jospin setzte sich für zehn Jahre eine umfassende Zuständigkeit des Ministeriums für die gesamte Wirtschaftspolitik durch, die erst unter Präsident Nicolas Sarkozy wieder grundsätzlich aufgehoben wurde, indem die Zuständigkeit für den Haushalt wieder abgespalten wurde. Unter Staatspräsident François Hollande entstand zunächst wieder das traditionelle Ministerium für Wirtschaft und Finanzen, die Zuständigkeit für Industrie wurde in einem eigenständigen Ministerium angesiedelt (Ministère du Redressement productif). Nach der Regierungsumbildung im April 2014 wurde das Ministerium wiederum aufgespaltet: Michel Sapin stand dem Ministère des Finances et des Comptes Publics (Ministerium für Finanzen und öffentlicher Haushalt) vor, Arnaud Montebourg und anschließend Emmanuel Macron dem Wirtschaftsministerium (Ministère de l’Économie, du Redressement productif et du Numérique bzw. Ministère de l’Économie, de l’Industrie et du Numérique). Nach dem Rücktritt Macrons im August 2016 wurde es erneut zusammengelegt.
In der Regierung Cazeneuve (2016 bis 2017) war das Ministerium entsprechend für fast die gesamte Finanz- und Wirtschaftspolitik verantwortlich; lediglich die Zuständigkeit für den Außenhandel war im Außenministerium angesiedelt. Unter Minister Michel Sapin waren dabei vier Staatssekretäre für die einzelnen Themenfelder verantwortlich: Christian Eckert für den Staatshaushalt, Martine Pinville für Handel, Handwerk, Verbraucher und Sozialwirtschaft, Axelle Lemaire für Digitalisierung und Innovation und Christophe Sirugue für Industrie.
Unter Staatspräsident Emmanuel Macron stand dem Ministerium von Mai 2017 bis September 2024 Bruno Le Maire als Minister vor. Im September 2024 löste ihn Antoine Armand ab (Stand November 2024).